# Алексије Московски
Свети Алексије (рус. Алексий) је био митрополит кијевски и целе Русије и председавао је регентсвом Московске кнежевине за време малолетства Дмитрија Донског.

## Биографија
Алексије, чије је име при рођењу било Елефтериос, био је син Фјодора (Теодора) Биаконта, бојара из Чернигова, који се населио у Москви и основао бојарску породицу Плешчејев. Елефтериос се замонашио у Богољављенском манастиру у Москви око 1313, када је добио духовно име Алексије. Године 1333. године одлази код Митрополита Теогноста. Године 1340. године Алексије је постављен на место заменика Митрополита у Владимиру. Он бива рукоположен 1352. године у чин епископа града Владимира.
Вољом великог кнеза Симеона Алексије постаје саветник његовој браћи Ивану и Андреју. Након посете Цариграда 1354. године, он бива изабран за митрополита Москве и целе русије. Он је, такође, био духовник Дмитрија Донског и Владимира Ћелавог. Стао је на страну Димитрија Донског у његовом рату против Твера и Нижњег Новгорода. Тамо је послао светог Сергеја Радоњешког да прекине сва богослужења док се рат не прекине.
Алексије је основао 3 манастира између 1360. и 1370. године: Андроников, Чудов и Алексејевски. Он је био један од заговорника канонизације митрополита Петра. Мало пре своје смрти Алексије је покушао да убеди Сергеја Радоњешког да постане његов наследник.
Велики јерарх руске цркве у тешко време робовања руског народа под Татарима. Према хришћанској традицији, једном је у детињству ловио птице, па је заспао, и у сну чуо глас: Алексије, зашто се трудиш узалуд? Ја ћу тебе учинити ловцем људи. У својој 20. години замонашио се и временом постао митрополит московски. Два пута је ишао у Златну хорду татарску: први пут да ублажи гнев хана Вердевира против руског народа, а други пут по позиву хана Амурата да му исцели жену од слепила. Она је три године била слепа, али је, по хришћанском предању, оздравила и прогледала када јој је Алексије очитао молитву и помазао освештаном водицом. Умро је 1378. године, у 85. години.
Српска православна црква слави га 12. фебруара по црквеном, а 25. фебруара по грегоријанском календару.